# Eupithecia inconstans
Eupithecia inconstans är en fjärilsart som beskrevs av Karl Dietze 1910. Eupithecia inconstans ingår i släktet Eupithecia och familjen mätare. Inga underarter finns listade i Catalogue of Life.